# Пино, Франсуа-Анри
Франсуа-Анри Пино́ (фр. François-Henri Pinault; родился 28 мая 1962 года, Ренн, Франция) — французский бизнесмен и генеральный директор PPR, сын Франсуа Пино. Являлся председателем и главным исполнительным директором компании Kering с 2005 года и президентом группы Artémis с 2003 года. Под руководством Пино компания Kering прекратила заниматься розничным бизнесом и стала компанией по продаже предметов роскоши. В 1993 Пино стал президентом CFAO, а в 1997 году — генеральным директором популярной розничной сети электроники Fnac.
В апреле 2019 года выделил 100 млн евро на ремонт пострадавшего от пожара Собора Парижской Богоматери.
В 2009 году женился на киноактрисе Сальме Хайек.